# 怪奇!吸血人間スネーク
『怪奇!吸血人間スネーク』（原題：Ssssnake、別題：Sssssss）は、1973年のアメリカのホラー映画である。

## 概要
マッドサイエンティストによって蛇の血清を注射され、体が蛇と化していく青年の姿を描いたホラー映画。メイクアップを「猿の惑星」のジョン・チェンバースとニック・マルセリーノが担当している。
日本での劇場公開時には「『ジョーズ』の製作者ザナック／ブラウンが再び放つ衝撃の恐怖映画第2弾」と謳われていたが、実際は「ジョーズ」以前に制作されている。

## あらすじ
爬虫類学者のストーナー博士は、人類がこの先生き残るには爬虫類に変化するしかないと考えており、その実験のために助手の大学生デイヴィッドにキングコブラの血清を注射することにする。デイヴィッドの体は日に日に変化していき、遂には体の半分が人間で半分が蛇というおぞましい姿になってしまう。

## キャスト
| 役名                       | 俳優                     | 日本語吹替                               |
| 役名                       | 俳優                     | テレビ朝日版                             |
| -------------------------- | ------------------------ | ---------------------------------------- |
| カール・ストーナー博士     | ストローザー・マーティン | 大塚周夫                                 |
| デイビッド・ブレイク       | ダーク・ベネディクト     | 津嘉山正種                               |
| クリスティーナ・ストーナー | ヘザー・メンジース       | 鈴木弘子                                 |
| コーゲン                   | ティム・オコナー         | 小林清志                                 |
| ケン・ダニエルズ博士       | リチャード・B・シャル    | 島宇志夫                                 |
| スティーブ                 | レブ・ブラウン           | 伊武雅之                                 |
| キティ・スチュワート       | キャスリーン・キング     | 横沢啓子                                 |
| 保安官                     | ジャック・ギング         | 村越伊知郎                               |
| 助手                       | テッド・グロスマン       | 徳丸完                                   |
| 老人                       | チャールズ・シール       | 清川元夢                                 |
| 呼び込みの男               |                          | 若本紀昭                                 |
| 学生(1)                    |                          | 島田敏                                   |
| 学生(2)                    |                          | 龍田直樹                                 |
|                            |                          |                                          |
| 演出                       | 演出                     | 春日正伸                                 |
| 翻訳                       | 翻訳                     | 宇津木道子                               |
| 効果                       |                          |                                          |
| 調整                       | 調整                     | 栗林秀年                                 |
| 制作                       | 制作                     | グロービジョン                           |
| 解説                       |                          |                                          |
| 初回放送                   | 初回放送                 | 1980年8月29日 『ウィークエンドシアター』 |

※日本語吹替は2021年4月23日にスティングレイから発売されたBDに収録。

## スタッフ
- 監督：バーナード・L・コワルスキー
- 製作総指揮：リチャード・D・ザナック、デヴィッド・ブラウン
- 製作：ダン・ストリーピーク
- 脚本：ハル・ドレスナー
- 撮影：ジェラルド・ベリー・フィンナーマン
- 音楽：パトリック・ウィリアムズ